# Ono Cholhwan
Ono Cholhwan (sinh ngày 25 tháng 10 năm 1993) là một cầu thủ bóng đá người Nhật Bản.

## Sự nghiệp câu lạc bộ
Ono Cholhwan đã từng chơi cho JEF United Chiba.